# تری‌اکسید اورانیم
تری‌اکسید اورانیم (به انگلیسی: Uranium trioxide) با فرمول شیمیایی UO3 یک ترکیب شیمیایی است؛ که جرم مولی آن ۲۸۶٫۲۹ g/mol می‌باشد. شکل ظاهری این ترکیب، جامد زرد و سبز است.